# El Mohón
El Mohón är en ort i Mexiko.   Den ligger i kommunen Hueytamalco och delstaten Puebla, i den sydöstra delen av landet, 200 km öster om huvudstaden Mexico City. El Mohón ligger 1 043 meter över havet och antalet invånare är 605.
Terrängen runt El Mohón är huvudsakligen kuperad, men söderut är den bergig. Runt El Mohón är det ganska tätbefolkat, med 160 invånare per kvadratkilometer. Närmaste större samhälle är Teziutlan, 13,0 km sydväst om El Mohón. I omgivningarna runt El Mohón växer i huvudsak städsegrön lövskog.